# Da Terra à Lua (1958)
From the Earth to the Moon (br/pt: Da Terra à Lua) é um filme estadunidense, do ano de 1958, do gênero ficção científica, dirigido por Byron Haskin. O filme foi baseado no livro de Júlio Verne, De la Terre à la Lune.
É o último filme produzido pela RKO, que encerrou suas atividades antes mesmo da conclusão. Cortes no orçamento prejudicaram os efeitos especiais, como a supressão de todas as cenas ambientadas na Lua.

## Enredo
Logo após o término da Guerra Civil Americana, um cientista, Victor Barbicane, afirma ter inventado uma nova forma de energia com uso infinito. Para provar suas afirmações planeja uma viagem à lua. Como o custo do projéto é muito alto, ele investe toda a sua fortuna e, ainda busca outros investidores. O outro cientista que embarcará na aventura, Stuyvesant Nicholl, secretamente pensa que as aspirações de Barbicane são contra a vontade de Deus e, decide sabotar o foguete para impedir o sucesso da empreitada mesmo com isso colocando a própria vida em jogo.

## Elenco

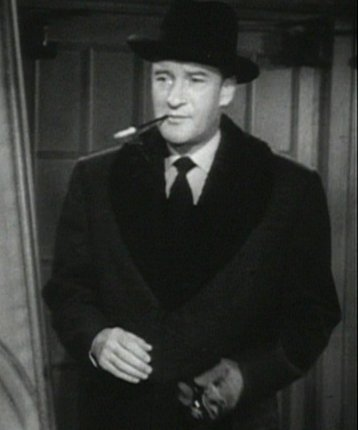
George Sanders é Stuyvesant Nicholl.

| Nome            | Personagem                  |
| --------------- | --------------------------- |
| Joseph Cotten   | Victor Barbicane            |
| George Sanders  | Stuyvesant Nicholl          |
| Debra Paget     | Virginia Nicholl            |
| Don Dubbins     | Ben Sharpe                  |
| Patric Knowles  | Josef Cartier               |
| Carl Esmond     | Jules Verne                 |
| Henry Daniell   | Morgana                     |
| Melville Cooper | Bancroft                    |
| Ludwig Stössel  | Aldo Von Metz               |
| Morris Ankrum   | Presidente Ulysses S. Grant |
| Robert Clarke   | Voz Narrador                |
| Les Tremayne    | Contagem regressiva         |